# Portland International Raceway

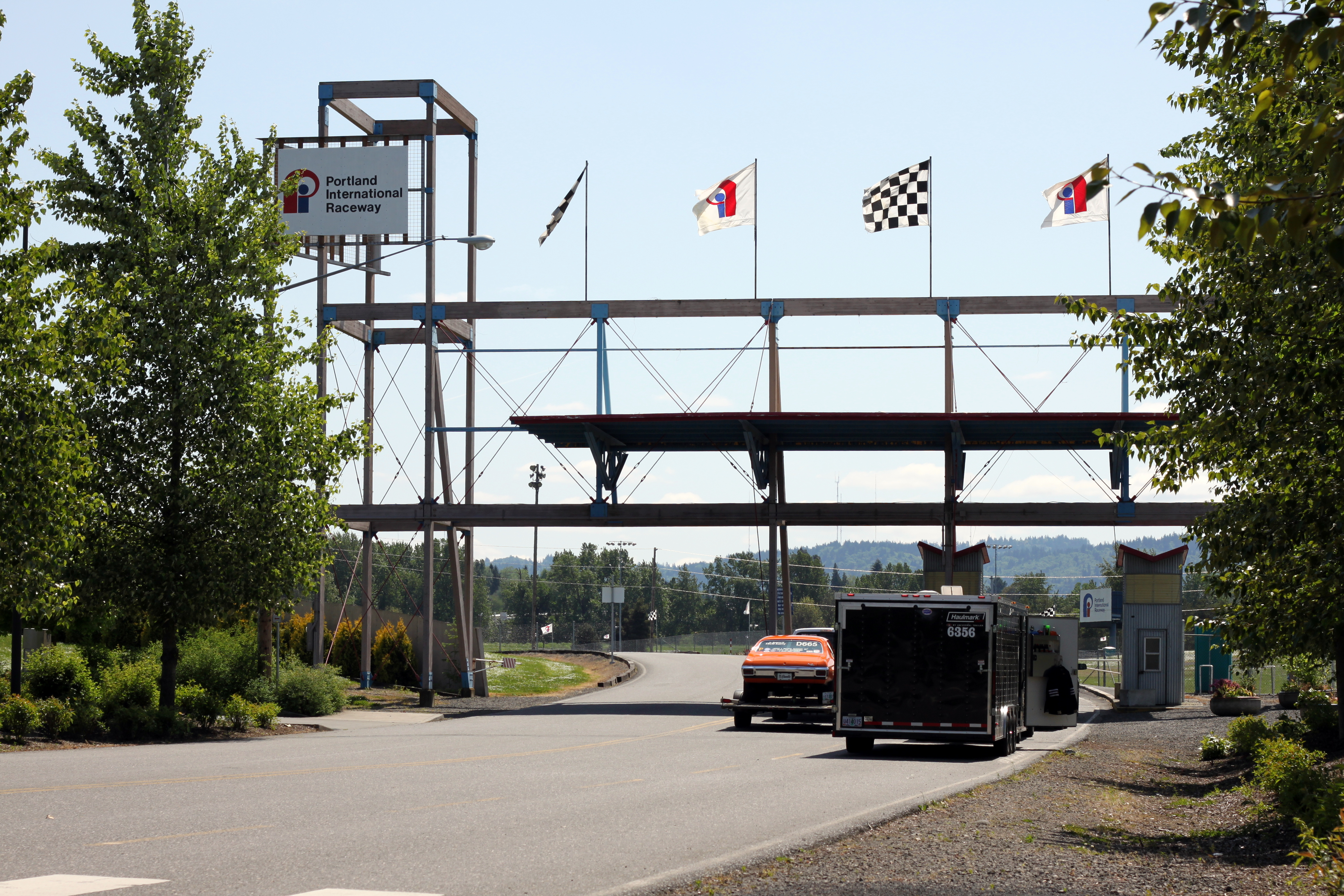
Portland International Raceway.

Lay-out.

De Portland International Raceway (PIR) is een racecircuit gelegen in Portland in de Amerikaanse staat Oregon.
Van 1984 tot en met 2007 werd er jaarlijks een Champ Car wedstrijd gehouden. Van 1988 tot 2001 werden op dit circuit Indy Lights wedstrijden gereden. De Belgische coureur Eric Bachelart won op dit circuit in 1991. Het circuit werd tot 2007 eveneens gebruikt voor Atlantic Championship races. In 2008 werd het circuit gerenoveerd. Momenteel wordt het gebruikt voor onder meer races van de NASCAR Camping World West Series en races uit diverse raceklassen van de Sports Car Club of America.
Sinds 2018 staat het circuit op de kalender van de Indy Racing League. In 2023 is het circuit eenmalig gastheer van een Formule E-race; de ePrix van Portland wordt gehouden in de plaats van de ePrix van New York, die door werkzaamheden niet door kon gaan.

## Winnaars op het circuit
Winnaars op het circuit voor een race uit de Champ Car kalender.
| Jaar | Rijder             |  | Jaar | Rijder             |
| ---- | ------------------ |  | ---- | ------------------ |
| 1984 | Al Unser Jr.       |  | 1996 | Alex Zanardi       |
| 1985 | Mario Andretti     |  | 1997 | Mark Blundell      |
| 1986 | Mario Andretti     |  | 1998 | Alex Zanardi       |
| 1987 | Bobby Rahal        |  | 1999 | Gil de Ferran      |
| 1988 | Danny Sullivan     |  | 2000 | Gil de Ferran      |
| 1989 | Emerson Fittipaldi |  | 2001 | Max Papis          |
| 1990 | Michael Andretti   |  | 2002 | Cristiano da Matta |
| 1991 | Michael Andretti   |  | 2003 | Adrián Fernández   |
| 1992 | Michael Andretti   |  | 2004 | Sébastien Bourdais |
| 1993 | Emerson Fittipaldi |  | 2005 | Cristiano da Matta |
| 1994 | Al Unser Jr.       |  | 2006 | A.J. Allmendinger  |
| 1995 | Al Unser Jr.       |  | 2007 | Sébastien Bourdais |

Winnaars op het circuit voor een race uit de Indy Racing League-kalender.
| Jaar | Rijder      |
| ---- | ----------- |
| 2018 | Takuma Sato |
| 2019 |             |